# Piotr Kamrowski
Piotr Kamrowski (ur. 10 września 1967 w Tychach) – polski judoka, medalista mistrzostw Europy, olimpijczyk z Barcelony 1992 i Atlanty 1996.
Jako junior wywalczył srebrny medal (w roku 1986) oraz brązowy medal (w roku 1987) mistrzostw Europy Juniorów w wadze do 60 kg..
Wielokrotny medalista mistrzostw Polski w wadze 60 kg:
- złoty w latach 1991, 1992, 1993, 1996
- srebrny w roku 1996
- brązowy w latach 1988, 1990.

W roku 1997 zdobył srebrny medal mistrzostw Polski w wadze 65 kg.
Srebrny medalista mistrzostw Europy w 1991 roku w Pradze w wadze 60 kg.
Na igrzyskach w Barcelonie wystartował w wadze do 60 kg wygrywając 3 walki, przegrywając 2 walki (został sklasyfikowany na 9. miejscu).
Na igrzyskach w Atlancie wystartował w wadze do 60 kg wygrywając 1 walkę (został sklasyfikowany na 17. miejscu).